# Лурье, Александр Семёнович
Александр Семёнович Лурье (22 июня 1913, Кишинёв, Бессарабская губерния — 1987, Москва) — советский хирург-онколог, нейрохирург и нейротравматолог.

## Биография
Родился в Кишинёве в семье врача Семёна Осиповича Лурье. После аннексии Бессарабии Румынией семья поселилась в Воронеже, где А. С. Лурье окончил медицинский институт (1934). В том же году поступил интерном в хирургическую клинику 1-го Московского медицинского института. Кандидатскую диссертацию о влиянии злокачественных новообразований центральной нервной системы на периферическую автономную нервую систему защитил в 1938 году под руководством Н. Н. Бурденко.
В 1938—1943 годах работал ассистентом в госпитальной хирургической клинике в Перми, затем в эвакогоспитале при Центральном институте нейрохирургии в Москве, где вскоре назначен заведующим отделением травм периферической нервной системы. Защитил докторскую диссертацию по теме «Хирургия огнестрельный ранений и тупых повреждений плечевого сплетения». Жил в Болшево.
В 1946 году возглавил хирургическое отделение Московского областного онкологического диспансера в Калининграде, которым заведовал до конца жизни. Член правления Московского онкологического общества (1954). Умер в марте 1987 года во время научного заседания в Москве.
Автор монографии «Хирургия плечевого сплетения» (М.: Медицина, 1968), научных трудов по хирургическим вмешательствам при различных онкологических заболеваниях органов брюшной полости и щитовидной железы, впервые в отечественной литературе описал хемодектому блуждающего нерва (1959), предложил передний лоскутный «доступ Лурье» при оперативных вмешательствах на пищеводе, разработал способ устранения диастаза в 2—3 см между верхним концом тонкокишечного трансплантата и шейным отделом пищевода путём резекции медиальной половины левой ключицы (1956).